# Pandinurus mazuchi
Espèce
Synonymes
- Pandinus mazuchi Kovařík, 2011

Pandinurus mazuchi est une espèce de scorpions de la famille des Scorpionidae.

## Distribution
Cette espèce est endémique de la région Somali en Éthiopie. Elle se rencontre vers Djidjiga à 2 100 m d'altitude.

## Description
La femelle holotype mesure 92,5 mm.
Pandinurus mazuchi mesure de 70 à 93 mm.

## Systématique et taxinomie
Cette espèce a été décrite sous le protonyme Pandinus mazuchi par Kovařík en 2011. Elle est placée dans le genre Pandinurus par Kovařík, Lowe, Soleglad et Plíšková en 2017.

## Étymologie
Cette espèce est nommée en l'honneur de Tomáš Mazuch.

## Publication originale
- Kovařík, 2011 : « A review of the subgenus Pandinus Thorell, 1876 with descriptions of two new species from Uganda and Ethiopia (Scorpiones: Scorpionidae). » Euscorpius, no 129, p. 1-18 (texte intégral).